# Enantato de noretisterona
El enantato de noretisterona (NETE) es una forma de anticonceptivo inyectable de solo progestágeno que se utiliza para prevenir el embarazo en las mujeres. Puede utilizarse después del parto, aborto espontáneo o aborto inducido. La tasa de fracaso anual en la prevención del embarazo es de 2 por cada 100 mujeres. Cada dosis dura dos meses y normalmente solo se recomiendan hasta dos dosis.
Los efectos secundarios son dolor de mamas, dolores de cabeza, depresión, períodos menstruales irregulares y dolor en el lugar de la inyección. No se recomienda su uso en personas con enfermedad hepática ni durante el embarazo debido al riesgo de defectos de nacimiento. Su uso parece ser adecuado durante la lactancia. No protege contra las infecciones de transmisión sexual. Es un éster y profármaco de la noretisterona, a través del cual actúa. Funciona como método anticonceptivo deteniendo la ovulación.
La noretisterona fue patentada en 1951 y comenzó a utilizarse con fines médicos en 1957. Está en la Lista de Medicamentos Esenciales de la Organización Mundial de la Salud.   Ha sido aprobado de forma independiente en más de 60 países, incluido el Reino Unido y algunos de Europa, América Central y África, y en combinación con valerato de estradiol en al menos 36 países, principalmente de América Latina. No está disponible en Estados Unidos.